# Barbara Geusens
Barbara Geusens (Bree, 1981) is een Belgische wetenschapper, auteur en ondernemer. Ze is de oprichter van Nomige, een merk dat gelaatsverzorgingsproducten aanbiedt die volgens het bedrijf worden gemaakt overeenkomstig DNA en levensstijl van de klant. Er is echter twijfel aan de effectiviteit, terwijl de procedure kostbaar is.

## Levensloop
Geusens is afgestudeerd aan de Katholieke Universiteit Leuven als bio-ingenieur in cel-en genbiotechnologie en heeft een master in Molecular Medical Biotechnologie. Ze kwam tijdens biofarmacie-lessen op het idee van een op DNA gebaseerde verzorgingslijn. In de periode van 2006 tot 2010 zette ze haar academische carrière voort als bio-ingenieur en promoveerde ze aan het departement dermatologie van Universiteit Gent op het proefschrift Design, development and characterization of lipid-based nanosomes for siRNA delivery into human skin. In die periode was ze onderzoeker op de dienst dermatologie in UZ Leuven. Na nog een jaar aan de Vlerick Business School kwam Geusens terecht bij Omega Pharma, als productontwikkelaar.
In 2017 richtte ze haar eigen huidverzorgingsmerk Nomige (verlan voor 'genome') op. Vijf jaar later opende ze het Nomige Skin Center, een instituut in het centrum van Gent waar ze gelaatsverzorgingen geeft, volgens het bedrijf op basis van DNA-analyses. Dat was volgens Geusens toentertijd een uniek concept in België.
In het najaar van 2023 is Geusens namens Nomige een samenwerking aangegaan met Brussels Airlines, die voor haar reizigers in business class op langeafstandsvluchten een speciale reisetui wilde aanbieden. Geusens ontwikkelde speciaal voor BA huidverzorgingsproducten die een plek hebben in een etui van tassenontwerper Griet Aesaert en kunstenares Elisia Poelman.
In mei 2024 verscheen haar boek Het Cosmeticacomplot, waarin ze desinformatie en misverstanden rond cosmetica bespreekt.

## Nomige: werkwijze en kritiek
Klanten kunnen bij Nomige een DNA-staal inleveren en krijgen een huidrapport, dat volgens het bedrijf gebaseerd is op genetische informatie. Hierna ontvangt de klant zogenaamde DNA-crèmes: dagserum, nachtserum en nachtcrème. Daarnaast produceert Geusens ook een dagcrème ( de zogenaamde 'lifestylecrème'); deze zou gebaseerd zijn op een lifestylevragenlijst, die onder meer peilt naar eet-, rook- en sportgewoontes, leeftijd en karakter.
De dermatoloog Jan Guthermuth wijst er echter op dat dagcrèmes vooral moeten beschermen tegen uv-straling en vrije radicalen en dat het niet bekend is dat maatwerk zin heeft. Geusens gaf in 2018 zelf toe dat er toen nog geen wetenschappelijk onderzoek was dat haar werkwijze of algoritme ondersteunde.
Anno 2020 was in haar opdracht (en met haar medewerking) een onderzoek uitgevoerd met als doel de anti-verouderings- en anti-oxidanteffectiviteit te onderzoeken van een huidverzorgingsmethode, afgestemd op de specifieke behoeften van een genetisch risicoprofiel dat gekenmerkt wordt door een hoog risico op collageenafbraak, een gemiddeld risico op antioxidantproductie en een laag risico op uitdroging en aangetaste weerbaarheid. Geconcludeerd werd dat deze methode effectief is in het verminderen van rimpels, het verbeteren van de huidstructuur en het beschermen van de huid tegen UV-oxidatieschade.

## Prijzen
Geusens won met Nomige de volgende prijzen: Weekend Knack / Weekend Le Vif Beauty Award, categorie ‘ High Luxury’ (2018), Feeling Sense Sation Awards, categorie ‘Best Innovation’ (2018), ELLE Beauty Award, categorie ‘Must Have Belgian brand’ (2019).